# Commonwealth Games 2002/Bowls
Bei den Commonwealth Games 2002 in Manchester fanden sechs Wettbewerbe im Bowls statt. Austragungsort war der Heaton Park.

## Männer

### Einzel
| Platz | Land | Sportler             |
| ----- | ---- | -------------------- |
| 1     | RSA  | Robert John Donnelly |
| 2     | NIR  | Jeremy Henry         |
| 3     | WAL  | Robert Weale         |
| 3     | NZL  | Mike Kernaghan       |

Finale: 4. August 2002, 12:30 Uhr

### Doppel
| Platz | Land | Sportler                          |
| ----- | ---- | --------------------------------- |
| 1     | SCO  | Alex Marshall George Sneddon      |
| 2     | ENG  | Stephen Farish Dean Morgan        |
| 3     | MAS  | Said Safuan Maswadi Aziz          |
| 3     | RSA  | Shaun Addinall Gerald Salem Baker |

Finale: 4. August 2002, 9:00 Uhr

### Vierer
| Platz | Land | Sportler                                                  |
| ----- | ---- | --------------------------------------------------------- |
| 1     | ENG  | David Holt Robert Newman John Ottaway Simon Skelton       |
| 2     | RSA  | Duanne Abrahams Neil Burkett Kevin Campbell Theuns Fraser |
| 3     | NIR  | Jim Baker Michael Nutt Neil Booth Noel Graham             |
| 3     | WAL  | David Wilkins Jason Greenslade Richard Bowen Ian Slade    |

Finale: 31. Juli 2002, 13:45 Uhr

## Frauen

### Einzel
| Platz | Land | Sportlerin        |
| ----- | ---- | ----------------- |
| 1     | MAS  | Ahmad Siti Zalina |
| 2     | AUS  | Karen Murphy      |
| 3     | RSA  | Lorna Trigwell    |
| 3     | NZL  | Marlene Castle    |

Finale: 4. August 2002, 9:00 Uhr

### Doppel
| Platz | Land | Sportlerinnen                |
| ----- | ---- | ---------------------------- |
| 1     | NZL  | Joanna Edwards Sharon Sims   |
| 2     | RSA  | Ellen Cawker Jill Hackland   |
| 3     | WAL  | Joanna Weale Anwen Butten    |
| 3     | ENG  | Amy Guwshall Lynne Whitehead |

Finale: 4. August 2002, 12:30 Uhr

### Vierer
| Platz | Land | Sportlerinnen                                                       |
| ----- | ---- | ------------------------------------------------------------------- |
| 1     | ENG  | Ellen Alexander Carol Duckworth Gill Mitchell Shirley Page          |
| 2     | CAN  | Shirley Fitzpatrick-Wong Anita Nivala Melissa Ranger Andrea Weigand |
| 3     | WAL  | Gillian Dawn Miles Ann Sutherland Nina Shipperlee Pam John          |
| 3     | NZL  | Wendy Jensen Anne Lomas Patsy Jorgensen Jan Khan                    |

Finale: 30. Juli 2002, 12:30 Uhr

## Medaillenspiegel
| Platz | Land       | Gold | Silber | Bronze | Gesamt |
| ----- | ---------- | ---- | ------ | ------ | ------ |
| 1     | England    | 2    | 1      | 1      | 4      |
| 2     | Südafrika  | 1    | 2      | 2      | 5      |
| 3     | Neuseeland | 1    | -      | 3      | 4      |
| 4     | Malaysia   | 1    | -      | 1      | 2      |
| 5     | Schottland | 1    | -      | -      | 1      |
| 6     | Nordirland | –    | 1      | 1      | 2      |
| 7     | Australien | –    | 1      | -      | 1      |
| 7     | Kanada     | –    | 1      | -      | 1      |
| 8     | Wales      | –    | –      | 4      | 4      |